# يحيى بن محمد العباسي
يحيى بن محمد بن علي العباسي  هو أمير ووال عباسي، وهو أخو الخلفيتين أبو العباس السفاح، وأبو جعفر المنصور.
ولاّه أخوه السفاح على الموصل، وضم إليه محمد بن صول (وكان والياً عليها قبله، ولم يحسن معاملة أهلها)، وخلى يحي ابن صول على شرطته. وقد أساء يحيى أيضاً السيرة في أهل الموصل، فقد دعا بعض أهاليها إلى وليمة فقتلهم, فأعلن أهلها العصيان والثورة عليه عليه. فأرسل منادياً يقول :"من دخل المسجد الجامع، فهو آمن بـأمان الله"، فلما اجتمع الناس هناك حرض جنده على قتلهم فقتل منهم الآلاف! مما أدى إلى هجرة كثير من أهلها، ولما علم السفاح بالأمر عزل أخيه، ثم ولاّه حكم فارس، وفيها مات عام 135 هـ.